# Dan Howbert
Dan Howbert (ハウバート・ダン Howbert Dan?, nacido el 29 de julio de 1987 en Kanagawa) es un exfutbolista japonés. Jugaba de delantero y su último club fue el YSCC Yokohama de Japón.

## Trayectoria

### Clubes
| Club           | País  | Año         |
| -------------- | ----- | ----------- |
| Kyoto Sanga FC | Japón | 2010 - 2011 |
| YSCC Yokohama  | Japón | 2012        |

## Estadística de carrera

### J. League
| Club           | Año   | J. League | J. League | Copa J. League | Copa J. League | Total | Total |
| Club           | Año   | Part.     | Goles     | Part.          | Goles          | Part. | Goles |
| -------------- | ----- | --------- | --------- | -------------- | -------------- | ----- | ----- |
| Kyoto Sanga FC | 2010  | 4         | 0         | 1              | 0              | 5     | 0     |
| Kyoto Sanga FC | 2011  | 7         | 0         | -              | -              | 7     | 0     |
| Total          | Total | 11        | 0         | 1              | 0              | 12    | 0     |